# Svartastjärnen (Degerfors socken, Västerbotten)
Svartastjärnen är en sjö i Vindelns kommun i Västerbotten och ingår i Umeälvens huvudavrinningsområde.